# هورنیک (آیووا)
هورنیک (به انگلیسی: Hornick) شهری در ایالت آیووا کشور ایالات متحده آمریکا است که جمعیت آن در سرشماری سال ۲۰۱۰ میلادی، ۲۲۵ نفر بوده‌است.